# Lista över flygbolag i Sverige
Detta är en lista över flygbolag som har flygtillstånd utfärdat av Transportstyrelsen i Sverige. 

## Reguljär
| Flygbolag                       | Flygbolag                   | Bild | IATA | ICAO | Callsign     | Flyghubb                  | Notes                               |
| ------------------------------- | --------------------------- | ---- | ---- | ---- | ------------ | ------------------------- | ----------------------------------- |
| Air Leap                        | Air Leap                    |      | FL   | LPA  |              | Stockholm-Arlanda Airport |                                     |
| BRA Braathens Regional Airlines | Braathens Regional Airways  |      | DC   | BRX  | BRAATHENS    | Stockholm-Bromma Airport  |                                     |
| BRA Braathens Regional Airlines | Braathens Regional Aviation |      | TF   | SCW  | SCANWING     | Stockholm-Bromma Airport  |                                     |
| Direktflyg                      | Direktflyg                  |      | HS   | HSV  | HIGHSWEDE    | Borlänge Airport          |                                     |
| Jonair                          | Jonair                      |      |      | JON  | JONAIR       | Umeå Airport              |                                     |
| Norwegian Air Sweden            | Norwegian Air Sweden        |      | LE   | NSW  | NORDIC       | Stockholm-Arlanda Airport |                                     |
| Scandinavian Airlines           | Scandinavian Airlines       |      | SK   | SAS  | SCANDINAVIAN | Stockholm-Arlanda Airport | I partnerskap med Danmark och Norge |

## Charter
| Flygbolag                  | Bild | IATA | ICAO | Callsign   | Flyghubb                  | Noter |
| -------------------------- | ---- | ---- | ---- | ---------- | ------------------------- | ----- |
| Grafair                    |      |      |      | GRAFAIR    | Stockholm-Bromma Airport  |       |
| International Business Air |      | 6I   | IBZ  | INTERBIZ   | Stockholm-Bromma Airport  |       |
| Jämtlands Flyg             |      |      |      |            |                           |       |
| Novair                     |      | 1I   | NVR  | NAVIGATOR  | Stockholm-Arlanda Airport |       |
| Scandinavian AirAmbulance  |      |      |      | MEDIFLIGHT |                           |       |
| TUIfly Nordic              |      | 6B   | BLX  | BLUESCAN   | Stockholm-Arlanda Airport |       |
| WaltAir                    |      | XW   | GOT  | GOTHIC     |                           |       |
| Flyby                      |      |      |      |            | Malmö Airport             |       |

## Frakt
| Flygbolag       | Flygbolag       | Bild | IATA | ICAO   | Anropssignal | Flyghubb                    | Noter |
| --------------- | --------------- | ---- | ---- | ------ | ------------ | --------------------------- | ----- |
| Amapola Flyg    | Amapola Flyg    |      |      | APF    | AMAPOLA      | Stockholm-Arlanda flygplats |       |
| Nord-Flyg       | Nord-Flyg       |      | NEF  | NORDEX |              |                             |       |
| West Air Sweden | West Air Sweden |      | PT   | SWN    | AIR SWEDEN   | Malmö flygplats             |       |